# 磺达肝癸钠
磺达肝癸钠（英語：Fondaparinux；商品名：Arixtra，台灣商品名：愛栓通）是一種抗凝血藥物，用於治療和預防血栓（深静脉血栓、肺栓塞和表淺靜脈血栓），以及治療不穩定型心絞痛和心臟病發作。 這種藥物以皮下注射方式給藥。
常見的副作用包括出血，其他副作用可能包括血小板減少。嚴重腎病患者不建議使用。目前沒有證據顯示該藥物在懷孕期間使用會對胎兒造成傷害。其作用機轉是抑制凝血因子Xa。
愛栓通分別在2001年及2002年於美國及歐洲獲得醫療使用許可。這個成份已有學名藥上市。

## 外部連節
- . 藥物資訊網. 美國國家醫學圖書館.